# Kopaszewo

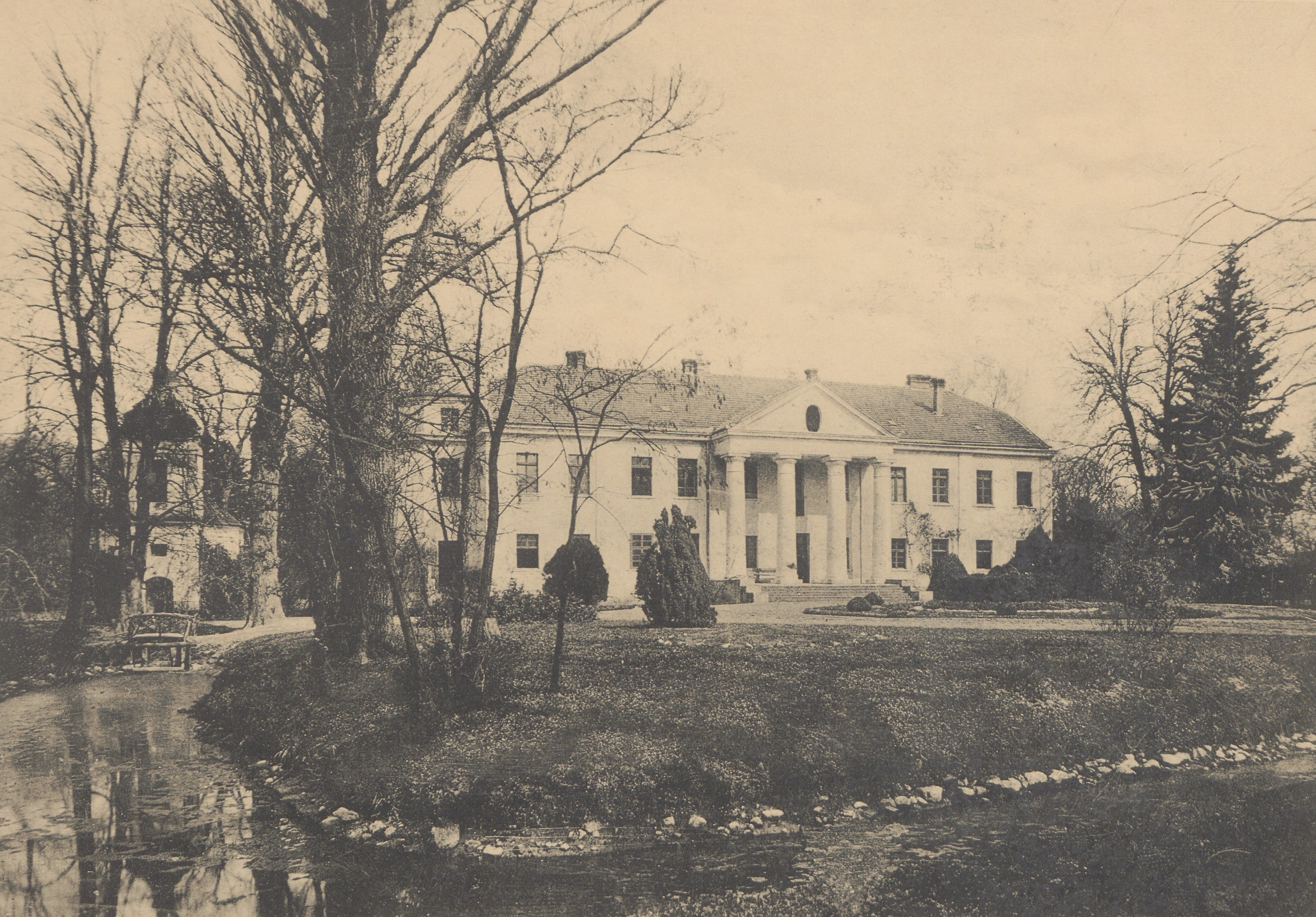
Widok pałacu przed 1912

Kopaszewo – wieś w Polsce położona w województwie wielkopolskim, w powiecie kościańskim, w gminie Krzywiń.

## Historia
Wieś występuje w dokumentach co najmniej od roku 1386. Jednak nie jest znana dokładna data jej lokacji na prawie niemieckim. Wieś Kopassewo położona była w 1581 roku w powiecie kościańskim województwa poznańskiego. Przed 1714 własność Zakrzewskich, później siedziba rodowa Skórzewskich. W 1844 zakupione przez generała Dezyderego Chłapowskiego, bohatera wojen napoleońskich i powstania listopadowego dla swojego syna Kazimierza.
W okresie Wielkiego Księstwa Poznańskiego (1815–1848) miejscowość wzmiankowana jako Kopaszewo należała do wsi większych w ówczesnym pruskim powiecie Kosten rejencji poznańskiej. Kopaszewo należało do okręgu krzywińskiego tego powiatu i stanowiło siedzibę majątku, którego właścicielem był wówczas (1846) gen. Dezydery Chłapowski. W skład majątku Kopaszewo wchodziły ponadto Kopaszewko oraz Rogaczewo Wielkie. Według spisu urzędowego z 1837 roku Kopaszewo liczyło 186 mieszkańców, którzy zamieszkiwali 20 dymów (domostw).
W 1928 roku Wanda Chłapowska została odznaczona Srebrnym Krzyżem Zasługi za „zasługi w pracy społecznej i filantropijnej”.
Kopaszewo pozostawało we władaniu Chłapowskich do roku 1939.
W latach 1975–1998 miejscowość administracyjnie należała do województwa leszczyńskiego.

## Urodzeni w Kopaszewie
- Kazimierz Maliński – polski duchowny katolicki, społecznik, działacz narodowy i polityczny, poseł na Sejm Ustawodawczy[8].

## Zabytki
- Pałac zbudowany w latach 1800–01. Po pożarze z 1886 odbudowany w 1892, odnowiony w latach 1921–23 w stylu klasycystycznym. W pałacu kilkakrotnie między sierpniem 1831 a styczniem 1832 przebywał Adam Mickiewicz[5]. Legenda głosi, że w Kopaszewie powstawały fragmenty „Pana Tadeusza”. W 1868 gościła tu również Helena Modrzejewska. W pałacu znajdował się bogaty księgozbiór liczący około 5 tys. pozycji. Kolekcja obrazów zawierała między innymi dzieła Kossaka, Wyczółkowskiego, Brandta, Fałata. Większość pałacowych zbiorów zaginęła podczas drugiej wojny światowej. Po wojnie pałac przeszedł na własność skarbu państwa. Obecnie w pałacu mieszczą się biura Hodowli Roślin Danko, prywatne mieszkania oraz izby pamięci: Adama Mickiewicza, Heleny Modrzejewskiej i rodziny Chłapowskich.
- Park pałacowy o pow. 11,75 ha urządzony na pocz. XIX w. i przekształcony w 1894 przez architekta ogrodów Augustyna Denizota zgodnie z panującą w drugiej połowie XIX wieku modą na naturalizm. W tym stanie zachowany jest do dziś. Wśród drzewostanu odnaleźć można różne gatunki drzew: wiązy, świerki, lipy, jesiony kasztany, buki, dęby cis, topole, platany. Poza obrębem parku, na osi pałacu znajduje się najdłuższa w Europie aleja platanowa prowadząca do dawnego folwarku.
- Późnobarokowa kaplica pw. NMP Śnieżnej z 1794.
- Przy kaplicy rozpoczyna się i kończy Kopaszewska Droga Krzyżowa (stacje I i XIV wmurowane są w ścianę kaplicy). Cała Droga liczy około 20 km. Prowadzi z kaplicy, przez Kopaszewo, dalej tzw. traktem turewskim przez Rogaczewo Wielkie do kościoła w Rąbiniu (stacja VI i VII) i z powrotem. Stacje rozmieszczone są po dwie w przydrożnych kapliczkach. Tablice płaskorzeźbione, odlane z żelaza, w stylu późnego klasycyzmu sprowadzone zostały z Francji.
 Drogę ufundował właściciel Kopaszewa Jan Koźmian po samobójczej śmierci żony, Zofii z Chłapowskich, córki generała Dezyderego Chłapowskiego. Poświęcenia dokonał 3 października 1855 roku proboszcz krzywiński ks. Franciszek Poniecki.
 Obecnie oryginalne tablice znajdują się w kaplicy w Kopaszewie, na stacjach umieszczono kopie.